# Marko Semren
Marko Semren (rođen 9. aprila 1954) trenutni je pomoćni episkop banjalučki i titularni episkop Abaradire u Severnoj Africi.

## Biografija
Marko Semren je rođen 9. aprila 1954. godine u mestu Bila, nadomak Livna, Bosna i Hercegovina. Njegovi roditelji su bili Joze Semrena i Mare rođene Barać. Godine 1973. Marko je stupio u Franjevački red. Studirao je filozofiju i teologiju na Franjevačkom institutu u Sarajevu. Od 1974-1975. godine služio je nacionalnu službu i položio završne zavete 13. aprila 1980. godine, a 29. juna 1981. je zaređen.
Marko je nastavio studiranje na Papskom univerzitetu „Antonianum“ u Rimu, doktoriravši 1986. godine. Služio je kao majstor novaka i duhovni otac, pastor i čuvar franjevačkog samostana u Gorici, Livno. Marko je predavao na bogoslovskom institutu u Sarajevu. Dana 15. jula 2010. godine, papa Benedikt XVI imenovao ga je za pomoćnog biskupa u Banja Luci i episkopa Abaradire.

## Izabrana dela
Marko Semren autor je nekoliko knjiga i mnogobrojnih radova i članaka. Neka od izabrana dela su:
- Il francescanesimo vissuto nelle regioni croate di Bosnia ed Erzegovina fino al 1517, (Pars dissertationis), Roma [Rim] 1987.
- Život i umiranje pod križem. Svjedočenje kršćanske i franjevačke duhovnosti bosanskih franjevaca, Sarajevo 2000.
- Franjevaštvo u spisima Franje Asiškoga, Zagreb 2003.
- Franjevaštvo u spisima Klare Asiške, Sarajevo – Zagreb 2006.
- Život i smrt iz vjere. Svjedočenje franjevaca Bosne Srebrene, Sarajevo – Zagreb, 2009.